# Cotoner (ofici)
Un cotoner és un menestral que tenia com a ofici vendre, batre i filar el cotó, el qual hom teixia, sovint, juntament amb el lli, per obtindre el fustany.
A Barcelona, d'ençà del 1257, hi havia una confraria de cotoners.
Eren molt importants en la fabricació de les teles de lona i cotonia dels vaixells de vela; a mitjan segle xv, a Barcelona n'hi havia disset.